# Липовий гай-2
Ли́повий гай-2 — заповідне урочище місцевого значення в Україні. Об'єкт розташований на території Верховинського району Івано-Франківської області, неподалік від села Довгополе. 
Площа 38 га. Статус отриманий у 1993 році. Перебуває у віданні Верховинський МГЛ
(Довгопільське л-во, кв. 4, вид. 12, 16).